# Hyenville
Hyenville é uma comuna francesa na região administrativa da Normandia, no departamento Mancha. Estende-se por uma área de 3,38 km². Em 2010 a comuna tinha 321 habitantes (densidade: 95 hab./km²).